# Gouvernement du 33e Dáil
Irlande
32e Dáil 34e Dáil
Le gouvernement du 33e Dáil (en anglais : Government of the 33rd Dáil) est le gouvernement de l'Irlande entre le 27 juin 2020 et le 23 janvier 2025, sous la 33e législature du Dáil Éireann.

## Historique du mandat
Ce gouvernement est dirigé par le nouveau Premier ministre Micheál Martin, anciennement ministre des Affaires étrangères. Il est constitué et soutenu par une coalition gouvernementale entre le Fianna Fáil (FF), le Fine Gael (FG) et le Parti vert (Verts). Ensemble, ils disposent de 84 députés sur 160, soit 52,5 % des sièges du Dáil Éireann.
Il est formé à la suite des élections générales anticipées du 8 février 2020.
Il succède donc au gouvernement du 32e Dáil, dirigé par Leo Varadkar, constitué du Fine Gael et d'indépendants et bénéficiant du soutien sans participation du Fianna Fáil.
Lors du scrutin, le Sinn Féin remporte le plus grand nombre de voix et devient la deuxième force parlementaire avec 37 députés, tandis que le Fianna Fáil obtient le plus grand nombre de sièges avec 38 élus. Le Fine Gael au pouvoir rétrograde au rang de troisième parti de l'assemblée en totalisant 35 parlementaires. Le 20 février, Leo Varadkar remet sa démission et se trouve chargé de gérer les affaires courantes.

### Négociations de coalition
Le Fianna Fáil et le Fine Gael s'entendent le 14 avril sur le principe de gouverner ensemble, un fait inédit dans l'histoire irlandaise puisqu'ils ont toujours alterné à la tête de l'État mais n'en ont jamais partagé la gouvernance. Leur objectif est de doter l'Irlande d'un gouvernement stable, pour toute la durée de la législature avec au moins un autre partenaire. Tous deux indiquent le 5 mai avec le Parti vert que leurs dirigeants se sont rencontrés et ont décidé d'ouvrir entre eux des négociations, excluant de facto une participation du Sinn Féin au pouvoir. Une telle alliance permettrait au gouvernement de disposer d'une majorité absolue de sièges au sein de la chambre basse de l'Oireachtas.
Les trois formations annoncent le 15 juin, 128 jours après la tenue des élections législatives, avoir conclu un accord de coalition. L'entente entre les trois partis prévoit une rotation à la direction de l'exécutif en cours de mandat, le chef de file du Fianna Fáil Micheál Martin devant être le premier à accéder au poste de Premier ministre.

### Formation
Le 27 juin, alors que le Dáil Éireann se réunit exceptionnellement dans un centre des congrès afin de respecter les règles de distanciation imposées par la pandémie de Covid-19, Micheál Martin est effectivement élu à la tête du gouvernement par 93 voix pour, 63 contre et trois abstentions ; il se rend ensuite à Áras an Uachtaráin, où il est officiellement nommé dans ses fonctions par le président Michael D. Higgins. La motion parlementaire proposant sa nomination — déposée par la députée Norma Foley et co-signée par le benjamin de la chambre James O'Connor (en) — est votée par les trois partis de la majorité ainsi que neuf indépendants.
La composition de son équipe, qui compte 14 ministres dont cinq du Fianna Fáil, six du Fine Gael et trois du Parti vert, est révélée peu après, Leo Varadkar occupant le poste de vice-Premier ministre et de ministre des Entreprises.

### Évolutions
Le Premier ministre annonce le 14 juillet 2020 le renvoi immédiat du ministre de l'Agriculture Barry Cowen après que ce dernier a révélé avoir été arrêté pour conduite en état d'ivresse quatre ans plus tôt, ce qui avait conduit à la suspension de son permis, tandis que des informations démenties par le principal intéressé indiquaient qu'il aurait tenté d'échapper au contrôle de police ayant conduit à sa verbalisation. Il est remplacé dès le lendemain par le whip en chef du gouvernement, Dara Calleary.
Dara Calleary annonce sa démission environ cinq semaines plus tard, le 21 août, à la suite de sa participation à un dîner de gala avec 80 personnes, alors que les autorités interdisent de se réunir à plus de six en raison de la recrudescence des cas de Covid-19. Il est remplacé à partir du 2 septembre par Charlie McConalogue, qui devient ainsi le troisième titulaire du ministère de l'Agriculture depuis le mois de juin.
La ministre de la Justice, Helen McEntee, annonce le 11 mars 2021 qu'elle se placera en congé de maternité pour une période de six mois à partir du 30 avril 2021, devenant alors ministre sans portefeuille tandis que la ministre de la Protection sociale, Heather Humphreys, assumera l'intérim du département de la Justice avec l'assistance d'une ministre déléguée aux attributions renforcées, Hildegarde Naughton. Elle commence son congé avec trois jours d'avance, le 27 avril. Elle reprend ses fonctions le 1er novembre suivant, devenant la première ministre en exercice à donner naissance. Le 17 novembre 2022, après qu'Helen McEntee a annoncé qu'elle allait de nouveau prendre un congé de maternité, le Fine Gael désigne, de nouveau, Heather Humphreys pour assumer l'intérim du département de la Justice. Elle part effectivement en congé huit jours plus tard.
Le 17 décembre 2022, conformément à l'accord de coalition, Micheál Martin démissionne de ses fonctions de Premier ministre, et les cède à Leo Varadkar, élu pour lui succéder en obtenant 87 voix des 160 députés de l'Assemblée. Quelques heures plus tard, la nouvelle équipe ministérielle est dévoilée, dans laquelle Micheál Martin remplace Leo Varadkar comme vice-Premier ministre et prend le ministère des Affaires étrangères, tandis que Simon Harris assume désormais l'intérim de la direction du département de la Justice.
Leo Varadkar annonce le 20 mars 2024 à la surprise générale sa démission de chef du Fine Gael et qu'il renoncera au poste de Premier ministre au profit de son successeur, peu de temps après l'échec des référendums constitutionnels sur la définition du foyer et le rôle des femmes dans la famille. Le Fine Gael le remplace quatre jours plus tard par le ministre de l'Enseignement supérieur et unique candidat à sa succession, Simon Harris. Il est formellement élu Premier ministre par le Dáil Éireann le 9 avril, devenant à 37 ans le plus jeune chef du gouvernement de l'histoire irlandaise, un titre jusqu'ici détenu par Leo Varadkar. Il constitue ensuite son équipe exécutive, dans laquelle Patrick O'Donovan prend sa suite comme ministre de l'Enseignement supérieur.
Le gouvernement ayant choisi le ministre des Finances Michael McGrath comme nouveau commissaire européen irlandais, il est remplacé le 26 juin par Jack Chambers.

### Succession
Lors des élections générales anticipées du 29 novembre 2024, le Fianna Fáil arrive en tête devant le Sinn Féin et Fine Gael, mais le Parti vert subit une déroute et ne conserve qu'un seul siège de député. La coalition entre le Fianna Fáil et le Fine Gael est en mesure d'être reconduite. Le 15 janvier 2025, le Fianna Fáil et le Fine Gael concluent un accord de coalition, auquel s'associent les députés du « Regional Independent Group », ce qui garantit la majorité absolue des sièges au futur gouvernement. Micheál Martin est élu, une nouvelle fois, Premier ministre le 23 janvier par 95 voix pour et 76 voix contre et forme son gouvernement dans la foulée.

## Composition

### 32egouvernement
| Fonction | Titulaire | Titulaire | Parti |
| --- | --------- | --- | ----- |
| Premier ministre |           | Micheál Martin | FF    |
| Vice-Premier ministre Ministre de l'Emploi, des Entreprises et de l'Innovation Ministre des Entreprises, du Commerce et de l'Emploi (10/11/2020)                                                                                            |           | Leo Varadkar | FG    |
| Ministre des Dépenses publiques et de la Réforme |           | Michael McGrath | FF    |
| Ministre des Finances |           | Paschal Donohoe | FG    |
| Ministre de la Santé |           | Stephen Donnelly | FF    |
| Ministre des Communications, de l'Action climatique et de l'Environnement Ministre de l'Environnement, du Climat et des Communications (24/09/2020) Ministre des Transports, du Tourisme et des Sports Ministre des Transports (17/09/2020) |           | Eamon Ryan | Verts |
| Ministre de la Culture, du Patrimoine et du Gaeltacht Ministre du Tourisme, de la Culture, des Arts, de la Gaeltacht, des Sports et des Médias (30/09/2020)                                                                                 |           | Catherine Martin | Verts |
| Ministre de la Justice et de l'Égalité Ministre de la Justice (01/11/2020) |           | Helen McEntee | FG    |
| Ministre des Affaires étrangères et du Commerce Ministre des Affaires étrangères (24/09/2020) Ministre de la Défense |           | Simon Coveney | FG    |
| Ministre de l'Enfance et de la Jeunesse Ministre de l'Enfance, de l'Égalité, du Handicap, de l'Intégration et de la Jeunesse (15/10/2020)                                                                                                   |           | Roderic O'Gorman | Verts |
| Ministre de l'Éducation et des Compétences Ministre de l'Éducation (22/10/2020) |           | Norma Foley | FF    |
| Ministre du Logement, de l'Aménagement du territoire et des Affaires locales Ministre du Logement, de l'Administration locale et du Patrimoine (30/09/2020)                                                                                 |           | Darragh O'Brien | FF    |
| Ministre de l'Agriculture, de l'Alimentation et de la Mer |           | Barry Cowen (jusqu'au 15/07/2020) Dara Calleary (jusqu'au 21/08/2020) Micheál Martin a.i. Charlie McConalogue (à partir du 02/09/2020) | FF    |
| Ministre de la Formation continue, de l'Enseignement supérieur, de la Recherche, de l'Innovation et de la Science |           | Simon Harris | FG    |
| Ministre du Développement rural et communautaire Ministre de l'Emploi et de la Protection sociale Ministre de la Protection sociale (21/10/2020)                                                                                            |           | Heather Humphreys | FG    |
| |           | |       |
| Whip en chef du gouvernement Secrétaire d'État au Gaeltacht et aux Sports Secrétaire d'État à la Défense (17/11/2020) |           | Dara Calleary (jusqu'au 15/07/2020) Jack Chambers                                                                                      | FF    |
| Secrétaire d'État aux Transports et à la Logistique internationales et routières Secrétaire d'État à la Justice pénale (27/04/2021) |           | Hildegarde Naughton | FG    |
| Secrétaire d'État à l'Utilisation des terres et à la Biodiversité |           | Pippa Hackett | Verts |

### 33egouvernement
- Par rapport au 32e gouvernement, les nouveaux ministres sont indiqués en gras, ceux ayant changé d'attributions le sont en italique.

| Fonction | Titulaire | Titulaire           | Parti |
| --- | --------- | ------------------- | ----- |
| Premier ministre |           | Leo Varadkar        | FG    |
| Vice-Premier ministre Ministre des Affaires étrangères Ministre de la Défense                                             |           | Micheál Martin      | FF    |
| Ministre de l'Environnement, du Climat et des Communications Ministre des Transports                                      |           | Eamon Ryan          | Verts |
| Ministre des Dépenses publiques, du Plan national de développement et de la Réforme                                       |           | Paschal Donohoe     | FG    |
| Ministre des Finances |           | Michael McGrath     | FF    |
| Ministre de la Santé |           | Stephen Donnelly    | FF    |
| Ministre du Tourisme, de la Culture, des Arts, de la Gaeltacht, des Sports et des Médias                                  |           | Catherine Martin    | Verts |
| Ministre de la Justice |           | Helen McEntee       | FG    |
| Ministre des Entreprises, du Commerce et de l'Emploi                                                                      |           | Simon Coveney       | FG    |
| Ministre de l'Enfance, de l'Égalité, du Handicap, de l'Intégration et de la Jeunesse                                      |           | Roderic O'Gorman    | Verts |
| Ministre de l'Éducation                                                                                                   |           | Norma Foley         | FF    |
| Ministre du Logement, de l'Administration locale et du Patrimoine                                                         |           | Darragh O'Brien     | FF    |
| Ministre de l'Agriculture, de l'Alimentation et de la Mer                                                                 |           | Charlie McConalogue | FF    |
| Ministre de la Formation continue, de l'Enseignement supérieur, de la Recherche, de l'Innovation et de la Science         |           | Simon Harris        | FG    |
| Ministre du Développement rural et communautaire Ministre de la Protection sociale                                        |           | Heather Humphreys   | FG    |
| |           |                     |       |
| Whip en chef du gouvernement                                                                                              |           | Hildegarde Naughton | FG    |
| Secrétaire d'État aux Transports et à la Logistique internationales et routières Secrétaire d'État à la Politique postale |           | Jack Chambers       | FF    |
| Secrétaire d'État à l'Utilisation des terres et à la Biodiversité                                                         |           | Pippa Hackett       | Verts |

### 34egouvernement
- Par rapport au 33e gouvernement, les nouveaux ministres sont indiqués en gras, ceux ayant changé d'attributions le sont en italique.

| Fonction | Titulaire | Titulaire                                           | Parti |
| --- | --------- | --------------------------------------------------- | ----- |
| Premier ministre |           | Simon Harris                                        | FG    |
| Vice-Premier ministre Ministre des Affaires étrangères Ministre de la Défense                                             |           | Micheál Martin                                      | FF    |
| Ministre de l'Environnement, du Climat et des Communications Ministre des Transports                                      |           | Eamon Ryan                                          | Verts |
| Ministre des Dépenses publiques, du Plan national de développement et de la Réforme                                       |           | Paschal Donohoe                                     | FG    |
| Ministre des Finances |           | Michael McGrath (jusqu'au 26/06/2024) Jack Chambers | FF    |
| Ministre de la Santé |           | Stephen Donnelly                                    | FF    |
| Ministre du Tourisme, de la Culture, des Arts, de la Gaeltacht, des Sports et des Médias                                  |           | Catherine Martin                                    | Verts |
| Ministre de la Justice |           | Helen McEntee                                       | FG    |
| Ministre des Entreprises, du Commerce et de l'Emploi                                                                      |           | Peter Burke                                         | FG    |
| Ministre de l'Enfance, de l'Égalité, du Handicap, de l'Intégration et de la Jeunesse                                      |           | Roderic O'Gorman                                    | Verts |
| Ministre de l'Éducation                                                                                                   |           | Norma Foley                                         | FF    |
| Ministre du Logement, de l'Administration locale et du Patrimoine                                                         |           | Darragh O'Brien                                     | FF    |
| Ministre de l'Agriculture, de l'Alimentation et de la Mer                                                                 |           | Charlie McConalogue                                 | FF    |
| Ministre de la Formation continue, de l'Enseignement supérieur, de la Recherche, de l'Innovation et de la Science         |           | Patrick O'Donovan                                   | FG    |
| Ministre du Développement rural et communautaire Ministre de la Protection sociale                                        |           | Heather Humphreys                                   | FG    |
| |           |                                                     |       |
| Whip en chef du gouvernement                                                                                              |           | Hildegarde Naughton                                 | FG    |
| Secrétaire d'État aux Transports et à la Logistique internationales et routières Secrétaire d'État à la Politique postale |           | Jack Chambers (jusqu'au 26/06/2024)                 | FF    |
| Secrétaire d'État à l'Utilisation des terres et à la Biodiversité                                                         |           | Pippa Hackett                                       | Verts |
| Secrétaire d'État à la Promotion du commerce et à la Transformation numérique                                             |           | Dara Calleary (à partir du 26/06/2024)              | FF    |